# Newport, Shropshire
Newport este un oraș în comitatul Shropshire, regiunea West Midlands, Anglia. Orașul se află în districtul unitar  Telford and Wrekin.